# Pigeon du Pérou
Patagioenas oenops
Espèce
Statut de conservation UICN

 VU B1ab(i,ii,iii,v);C2a(i) : Vulnérable
Le Pigeon du Pérou (Patagioenas oenops, syn. : Columba oenops) est une espèce de pigeon de la famille des Columbidae originaire d'Amérique du Sud.

## Répartition
Cet oiseau peuple l'amont de la vallée du río Marañón (nord-est du Pérou et extrême-sud de l'Équateur).

## Habitat
Son habitat naturel les forêts subtropicales ou tropicales et les plantations.
Il est menacé par la perte de son habitat.